# 福良駅
福良駅（ふくらえき）は、かつて兵庫県三原郡南淡町（現・南あわじ市）福良に存在した、淡路交通鉄道線の駅（廃駅）である。
鉄道線の終点で、南淡町の代表駅であった。兵庫県内の駅では最南端に位置した。

## 歴史
淡路鉄道が当駅まで延伸されたのは、1922年の洲本口駅（後の宇山駅） - 市村駅間開業から3年後のことである。当時は内陸側に位置していたが、後に福良港寄りに移転。線路もその分延長された。
- 1925年（大正14年）6月1日：淡路鉄道の賀集 - 当駅間開通に伴い開業[1]。
- 1931年（昭和6年）9月30日：井戸を新設[2]。
- 1932年（昭和7年）5月30日：ガソリン動車の導入に伴い、機関庫を増設[2]。
- 1934年（昭和9年）3月31日：乗務員宿泊所を設置[2]。
- 1935年（昭和10年）3月31日：駅舎・機関庫を改築[2]。
- 1936年（昭和11年）3月31日：ホームを増築[2]。
- 1937年（昭和12年）11月20日：車庫にピットとラジエーター温水給水タンクを設置[2]。
- 1938年（昭和13年）4月1日：路線を0.3km延長、当駅も移設[2]。
- 1939年（昭和14年）
  - 3月31日：旧駅を車両留置場とする[3]。
  - 8月31日：車両留置場を保線材料置場に変更[3]。
- 1941年（昭和16年）9月30日：貨物の増加に伴い、貨物積卸場を延長[3]。
- 1943年（昭和18年）7月：社名改称に伴い淡路交通鉄道線の駅となる。
- 1948年（昭和23年）4月8日：電化に伴い、発着線を改良[3]。
- 1966年（昭和41年）10月1日：鉄道線の廃線に伴い廃止[4]。

## 駅構造
頭端式ホーム1面2線と単式ホーム1面1線、計2面3線の地上駅で、コンクリート造の駅舎が設けられていた。旅客列車は頭端式ホームの2線に発着しており、単式ホームは貨物ホームとして使用されていた。旅客ホームの屋根には古いレールが使われていた。
最晩年は始発列車が構内で夜間滞泊していた。

## 駅周辺
駅所在地であった福良は紀伊水道に面する港町であり、旧・南淡町の中心地区であった。
- 国道28号
- 兵庫県道25号阿万福良湊線
- 福良港
- 南淡町役場→南あわじ市役所福良庁舎 - 現存せず
- 福良地区公民館
- 南淡郵便局
- 南あわじ市立福良小学校
- あわじ島農業協同組合（JAあわじ島）福良支所
- 福良浄化センター

## 駅跡
御陵東 - 当駅間の線路跡の大部分は、拡幅された国道28号の一部となっている。
駅跡は淡路交通の福良バスターミナルとなっている。駅舎は引き続きバスターミナルの待合室として使用されていたが、1999年（平成11年）に建物老朽化のため取り壊された。

## 隣の駅
淡路交通
鉄道線
御陵東駅 - 福良駅